# Среден Атлас
Среден Атлас (на арабски: الأطلس المتوسط, Ел Атлас ел Мутавасит) е планинска верига в западната част на Атласките планини, простираща се на около 600 km от запад-югозапад на изток-североизток в централните части на Мароко. На югозапад планината започва от долината на река Тесаут (ляв приток на Ум ер Рбия), а на североизток завършва до средното течение на река Мулуя. На юг система от ясно изразени на терена тектонски разломи, по които текат реките Мулуя и Ел Абид (ляв приток на Ум ер Рбия), я отделят от веригата на Висок Атлас, а на север планината постепенно се понижава и преминава в т.нар. Мароканска Месета. На североизток в района на град Таза чрез ниска седловина се свързва с планината Ер Риф. Състои се от няколко силно нагънати хребета с максимална височина на североизток връх Бу Насър (3340 m), всички те обкръжени от столово плато с карстов релеф. От северозападните ѝ склонове водят началото си реките Себу, Бу Регрег и Ум ер Рбия, вливащи се в Атлантическия океан и множество техни притоци. Горният планински пояс (над 800 m) е добре овлажнен, а над 2000 m н.в. близо 5 месеца се задържа снежна покривка. По овлажнените склонове растат кедрови гори, а по по-слабо овлажнените – гори от туя и атласка хвойна.